# Университет музыки и театра Граца
Университет музыки и театра Граца (нем. Universität für Musik und darstellende Kunst Graz) — австрийское высшее учебное заведение в области культуры, расположенное в Граце.

## История
Был основан в 1816 году как певческая школа Академического музыкального общества (нем. Die Singschule des „Akademischen Musikvereins“), однако уже два года спустя в учебный план было внесено инструментальное исполнительство, и затем в школе действовали, хотя и не каждый год, классы скрипки, виолончели, контрабаса. 
В 1870 году был открыт класс композиции, для преподавания в котором был приглашён Фердинанд Генрих Тьерио; в 1888 году появился класс фортепиано. 
К концу XIX века число студентов в школе достигало 400. В 1920 году по решению администрации провинции (земли) Штирия школа получила статус консерватории, в 1939 году полностью передана под контроль земельной администрации как Штирийская земельная музыкальная школа Граца (нем. Steirische Landesmusikschule Graz). Под руководством Франца Миксы работала оперная студия консерватории. 
В 1963 году консерватория перешла в федеральное подчинение и была переименована в Академию музыки и театра, затем в Колледж музыки и театра и наконец в 1998 году в Университет музыки и театра. В то же время музыкальный колледж, функционировавший при консерватории с первых послевоенных лет, в 1980 году был преобразован в Консерваторию имени Иоганна Йозефа Фукса.

## Руководители

### Руководители Музыкального общества Граца
- Ансельм Хюттенбреннер (1824—1839)
- Эрих Вольфганг Дегнер (1891—1902)
- Родерих Мойсисович (1911—1931)

### Директора консерватории
- Герман фон Шмайдель (1933—1938)
- Гюнтер Айзель (1945—1952)
- Франц Микса (1952—1957)
- Эрих Маркхль (1964—1971)
- Фридрих Корчак (1971—1979)
- Отто Коллерич (1979—1987)
- Себастьян Бенда (1987—1991)
- Отто Коллерич (1991—2007)
- Георг Шульц (с 2007 г.)

## Известные педагоги
- Хуго Крёмер
- Беат Фуррер
- Борис Кушнир
- Георг Фридрих Хаас

## Известные выпускники
- Мирга Гражините-Тила
- Амалия Матерна
- Грета фон Цириц
- Эмми Зоннтаг-Уль